# Lycée technologique
Pour un article plus général, voir Lycée en France.
En France, le lycée technologique prépare en trois ans aux baccalauréats de la voie technologique.

## Histoire
Le décret no 59-57 du 6 janvier 1959 établit des « lycées classiques, modernes et techniques » ; les anciens collèges techniques et les écoles nationales professionnelles sont transformés en lycées techniques. En 1963, les petites classes des lycées sont supprimées et assimilées au primaire. En 1977 sont institués, par le décret no 76-1304 du 28 décembre 1976, les lycées d'enseignement professionnel, devenus lycées professionnels en 1985 par le décret no 85-1267 du 27 novembre. Les lycées généraux et les lycées techniques sont alors regroupés sous le nom de lycée d'enseignement général et technologique. Très souvent, les sections générales, technologiques et professionnelles de lycée coexistant dans ce qu'on appelle des lycées polyvalents. 

## Filières
Les baccalauréats technologiques (BTn) comportent 8 catégories :
- S.T.I.2.D. : Sciences et technologies de l'industrie et du développement durable
- S.T.L. : Sciences et technologies de laboratoire
- S.T.D.2.A. : Sciences et technologies du design et des arts appliqués
- S.T.A.V  : Sciences et technologies de l'agronomie et du vivant
- S.T.2.S. : Sciences et technologies de la santé et du social
- S.T.M.G. : Sciences et technologies du management et de la gestion
- S.2.T.M.D. : Techniques du théâtre, de la musique et de la danse
- S.T.H.R. : Sciences et technologies de l'hôtellerie et de la restauration

La voie technologique comprend trois classes : la seconde, la première et la terminale. Le choix entre voie générale et voie technologique s'effectue à la fin de l'année de seconde, bien qu'il soit possible de prendre des options y prédisposant dans certains cas dès l'année de seconde.
Comme pour les filières générales, l'examen du baccalauréat, à la fin de l'année de terminale, est le premier diplôme de l'enseignement supérieur. L'examen comporte aussi des épreuves anticipées en fin de première.
Les études en lycées techniques ont pour vocation de conduire les élèves à poursuivre des études supérieures technologiques en 2 ans (BTS, IUT) ou à poursuivre des études longues (université, classe préparatoire aux grandes écoles).
| Niv 4 Bac +0 17 |                                   | Baccalauréat général Arts, SES, SVT, HGGSP, Humanités, LCA, LLCE, Maths, PC, NSI, SVT, SITerminale générale |                                   | Baccalauréat technologique STAV, ST2S, STD2A, STMG, S2TMD, STI2D, STHR, STLTerminale technologique |                     | Baccalauréat professionnel Alimentaire, Vente, Beauté, Bâtiment, Santé, Design, Véhicules, NumériqueTerminale professionnelle | BMA                                   | BP                                    | MC5 MC4 MC3                           | BM                                    | BTM |
| Niv 3 16        | Première générale                 | Première technologique                                                                                      | Première professionnelle          | CAP 2e année                                                                                       | CAP 2e année        | CAP 2e année | CAP 2e année                          | CAP 2e année                          |                                       |                                       |     |
| 15              | Seconde générale et technologique | Seconde générale et technologique                                                                           | Seconde générale et technologique | Seconde professionnelle                                                                            | CAP 1re année       | CAP 1re année | CAP 1re année                         | CAP 1re année                         | CAP 1re année                         |                                       |     |
| RNCP Âge        | Lycée général                     | | Lycée technologique               | | Lycée professionnel | Centre de formation d'apprentis (CFA)                                                                                         | Centre de formation d'apprentis (CFA) | Centre de formation d'apprentis (CFA) | Centre de formation d'apprentis (CFA) | Centre de formation d'apprentis (CFA) |     |